# Родченко, Александр Михайлович
Алекса́ндр Миха́йлович Ро́дченко (23 ноября [5 декабря] 1891, Санкт-Петербург[…] — 3 декабря 1956[…], Москва) — русский и советский живописец, график, плакатист, скульптор, фотограф, художник театра и кино, корреспондент. Один из основоположников конструктивизма, родоначальник дизайна и рекламы в СССР, один из представителей фотографии Нового видения. Работал совместно со своей женой, художником-дизайнером Варварой Степановой.

## Биография
Отец — Михаил Михайлович Родченко (1852—1907), театральный бутафор. Мать — Ольга Евдокимовна Родченко (1865—1933), прачка. В 1902 году семья переехала в Казань, где в 1905 году Родченко окончил Казанское приходское начальное училище.
В 1911—1914 годах учился в Казанской художественной школе у Николая Фешина, где в 1914 году познакомился с Варварой Степановой. С 1916 года Родченко и Степанова начали совместную жизнь в Москве. В этом же году он был призван в армию и до начала 1917 года служил заведующим хозяйством санитарного поезда Московского земства.
В 1917 году, сразу же после Февральской революции в Москве был создан профсоюз художников-живописцев. Родченко стал секретарём его Молодой Федерации, и занимался, в основном, организацией нормальных условий жизни и работы для молодых художников. В это же время вместе с Георгием Якуловым, Владимиром Татлиным и другими работал над оформлением кафе «Питтореск» в Москве, открывшегося в бывшем пассаже Сан-Галли, а с 1918 по 1921 заведовал музейным бюро в отделе ИЗО Наркомпроса.
Одновременно с работой в наркомате разрабатывал серии графических, живописных и пространственных абстрактно-геометрических минималистских работ. С 1916 года начал участвовать в важнейших выставках русского авангарда (на выставке «Магазин», организованной Владимиром Татлиным) и в архитектурных конкурсах. В текстах-манифестах «Всё — опыты» и «Линия» зафиксировал своё творческое кредо. Относился к искусству как к изобретению новых форм и возможностей, рассматривал своё творчество как огромный эксперимент, в котором каждая работа представляет минимальный по форме живописный элемент и ограничена в выразительных средствах. В 1917—1918 работал с плоскостью, в 1919 году написал «Чёрное на чёрном», работы, основанные лишь на фактуре, в 1919—1920 годах ввёл линии и точки как самостоятельные живописные формы, в 1921 году на выставке «5 × 5 = 25» (Москва) показал триптих из трёх монохромных цветов (жёлтый, красный, синий).

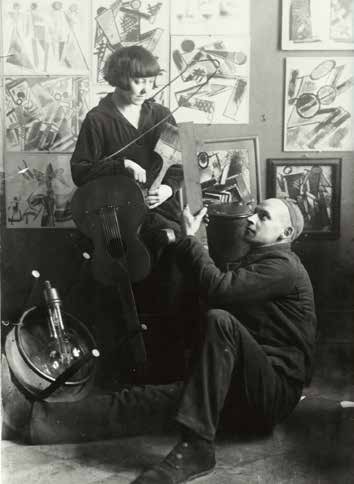
Александр Родченко и Варвара Степанова, 20-е

Помимо живописи и графики занимался пространственными конструкциями. Первый цикл — «Складывающиеся и разбирающиеся» (1918) — из плоских картонных элементов, второй — «Плоскости, отражающие свет» (1920—1921) — свободно висящие мобили из вырезанных из фанеры концентрических форм (круг, квадрат, эллипс, треугольник и шестиугольник), третий — «По принципу одинаковых форм» (1920—1921) — пространственные структуры из стандартных деревянных брусков, соединённые по комбинаторному принципу. В 1921 подвёл итог своих живописных поисков и объявил о переходе к «производственному искусству».
В конце 1919 года стал членом Живскульптарха (комиссии при Наркомпросе РСФСР по разработке вопросов живописно-скульптурно-архитектурного синтеза), в 1920 году был одним из организаторов РАБИСа. В 1920—1930 годах преподавал на деревообделочном и металлообрабатывающем факультетах Вхутемаса-Вхутеина в должности профессора (в 1928 году факультеты были объединены в один — Дерметфак). Учил студентов проектировать многофункциональные предметы для повседневной жизни и общественных зданий, добиваясь выразительности формы не за счёт украшений, а за счёт выявления конструкции предметов, остроумных изобретений трансформирующихся структур. С 1921 по 1924 работал в Институте художественной культуры (Инхук), где сменил в 1921 году Василия Кандинского на посту председателя. В 1930 году был одним из организаторов фотогруппы «Октябрь». В 1931 году на выставке группы «Октябрь» в Москве в Доме печати выставил ряд дискуссионных снимков — снятые с нижней точки «Пионерку» и «Пионера-трубача», 1930; серию динамичных кадров «Лесопильный завод Вахтан», 1931 — послуживших мишенью для разгромной критики, а также обвинений в формализме и нежелании перестраиваться в соответствии с задачами «пролетарской фотографии».

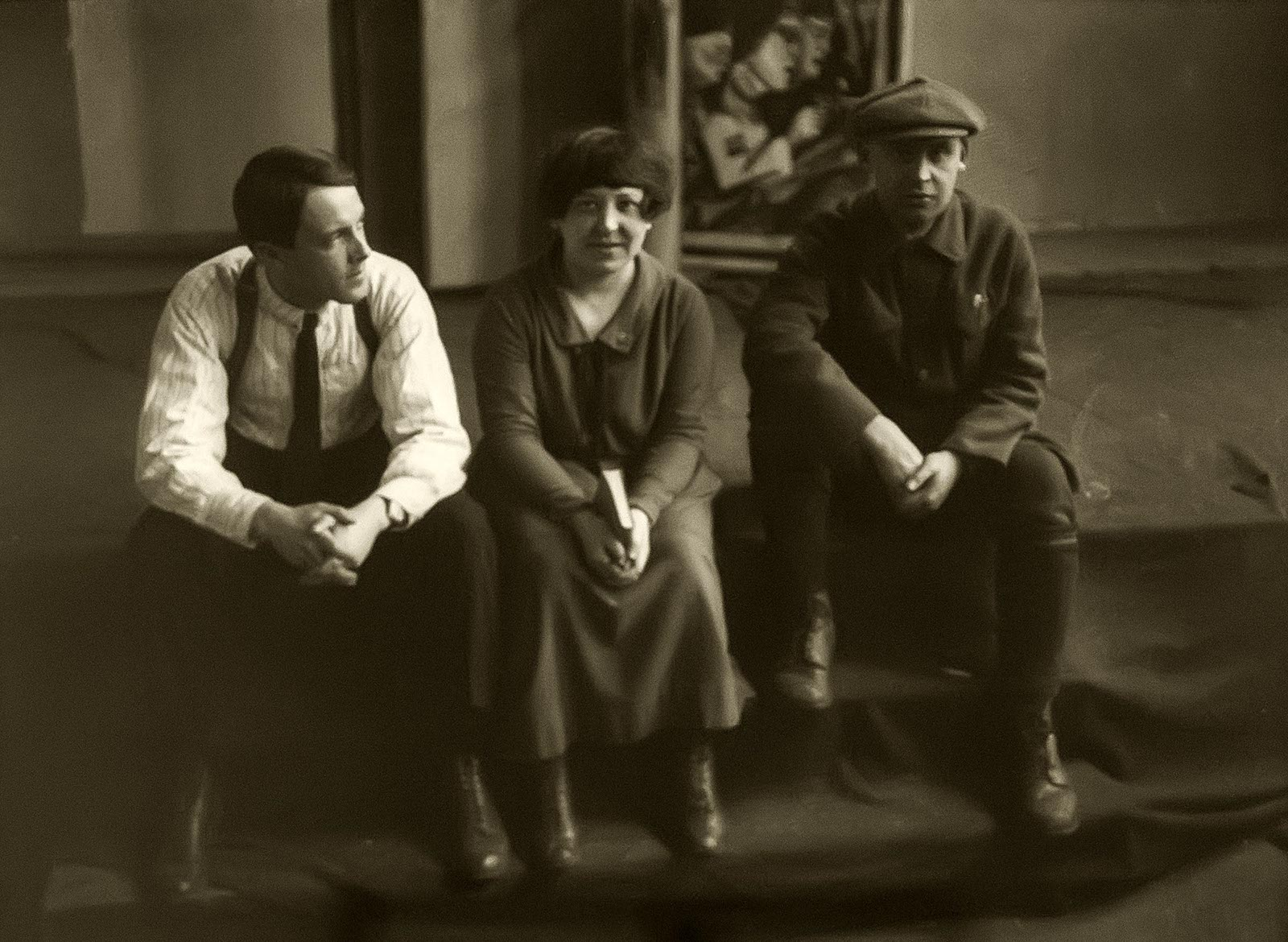
1924 год. Режиссёр Виталий Жемчужный, Варвара Степанова и Александр Родченко во время подготовки представления

Участник групп «ЛЕФ» и «РЕФ» (1923—1930), художник журналов «ЛЕФ» (1923—1925) и «Новый ЛЕФ» (1927—1928). Был членом «Объединения современных архитекторов» (ОСА) и АСНОВА.
Кредо Родченко — «Я хочу научить людей видеть необыкновенно обыкновенные вещи»
В 1925 году в ходе подготовки к участию СССР во Всемирной выставке в Париже был включён в состав советского выставочного комитета и командирован в Париж для оформления советского павильона, который строился по проекту Константина Мельникова). В помещении павильона осуществил свой проект интерьера «Рабочего клуба», который по итогам выставки удостоился серебряной медали — как и представленные там же рекламные плакаты авторства Родченко
Ну, клуб готов, посылаю снимки. Правда, он такой простой и чистый и светлый, что в нем поневоле не заведешь грязь. Все блестящий риполин, много белого, красного, серого... Каждый день туда забираются русские и читают журналы и книги, несмотря на то, что вход загорожен веревкой... 

А. М. Родченко о «Рабочем клубе» на Парижской выставке 1925 года
В 1925 году по проекту Родченко и Степановой было создано панно с рекламными изображениями на Доме Моссельпрома в Калашном переулке в Москве.
Применил фотомонтаж для иллюстрирования книг, например, «Про это» В. Маяковского (1923). С 1924 занимался фотографией. Известен своими остродокументальными психологическими портретами близких («Портрет матери», 1924), друзей и знакомых из ЛЕФа (портреты Маяковского, Лили и Осипа Брика, Асеева, Третьякова), художников и архитекторов (Константин Мельников, Александр Веснин, Алексей Ган, Любовь Попова). В 1926 году опубликовал свои первые ракурсные снимки зданий (серии «Дом на Мясницкой», 1925 и «Дом Моссельпрома», 1926) в журнале «Советское кино». В статьях «Пути современной фотографии», «Против суммированного портрета за моментальный снимок» и «Крупная безграмотность или мелкая гадость» пропагандировал новый, динамичный, документально точный взгляд на мир, отстаивал необходимость освоения верхних и нижних точек зрения в фотографии. Участвовал в выставке «Советская фотография за 10 лет» (1928, Москва). Как фотограф, Родченко стал известен благодаря экспериментам с ракурсом и точками фотосъёмки.
В 1929 году как сценограф оформил в Московском театре Революции спектакль «Инга» по пьесе Анатолия Глебова.

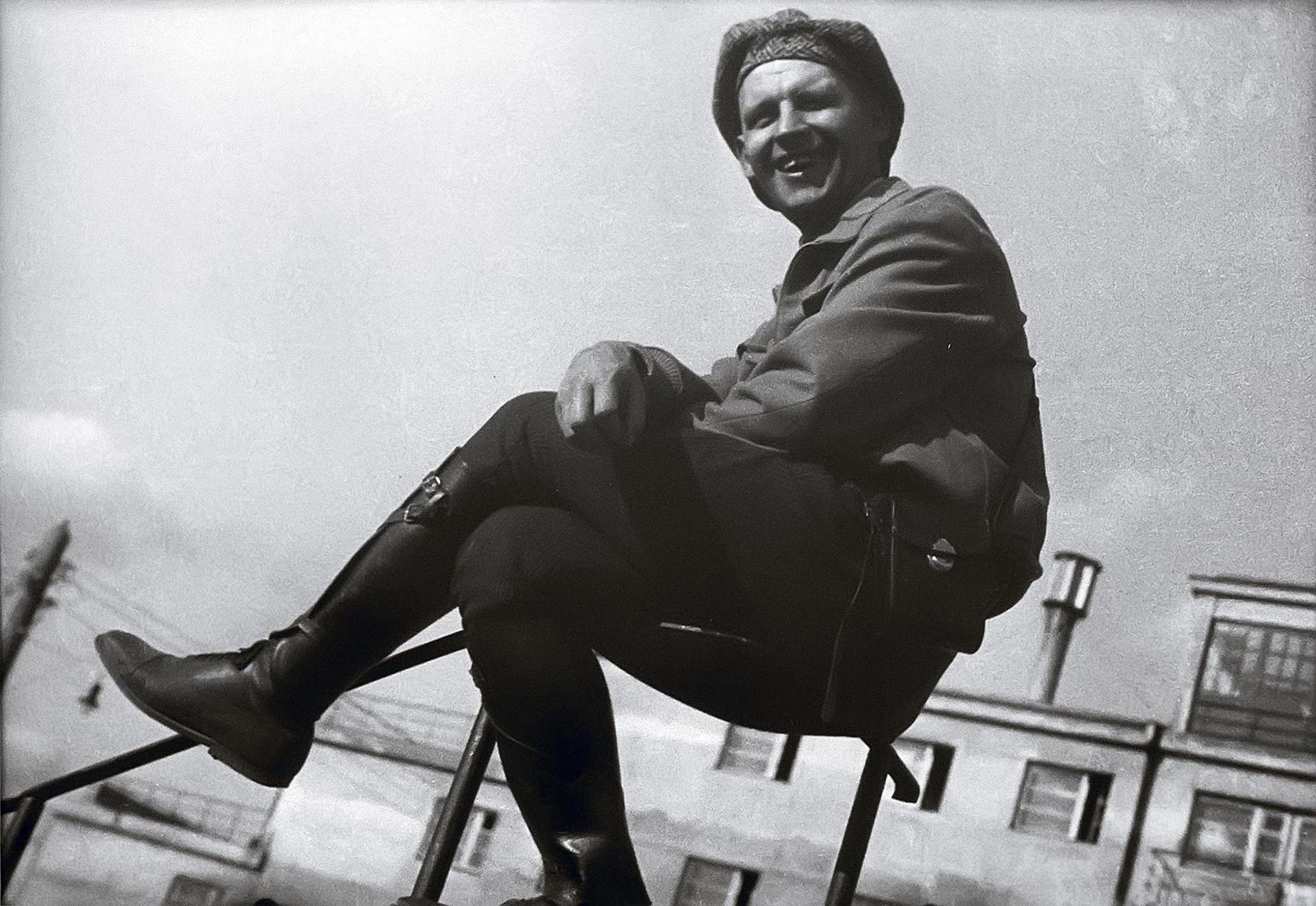
1930 год. Александр Родченко на перилах

В конце 1920-х — начале 1930-х годов был фотокорреспондентом в газете «Вечерняя Москва», журналах «30 дней», «Даёшь», «Пионер», «Огонёк» и «Радиослушатель». Одновременно работал в кино (художник фильмов «Москва в Октябре», 1927, «Журналистка», 1927—1928, «Кукла с миллионами» и «Альбидум», 1928) и театре (постановки «Инга» и «Клоп», 1929), разрабатывая оригинальную мебель, костюмы и декорации. Первый фоторепортаж «Газета» был опубликован в журнале «30 дней» (номер 12) в 1928 году.
В 1932 году вышел из группы «Октябрь» и стал фотокорреспондентом по Москве издательства «Изогиз». В 1930-х годах от раннего творчества, проникнутого революционным романтическим энтузиазмом, Родченко перешёл к выполнению пропагандистских государственных задач.
В начале 1933 года был секретно командирован на Беломорстрой. По поручению ОГПУ должен был в пропагандистских целях снимать окончание строительства и открытие канала, а также создавать в ГУЛАГе фотолаборатории. Родченко так описывает начало своей командировки: 

Не писал по причине незнания, где, что, и отсутствия пропуска. Теперь все в порядке. Здоров и выгляжу хорошо. Ем, пью, сплю, и пока не работаю, но завтра начну. Все замечательно интересно. Пока прямо отдыхаю. Условия прекрасные… Не говори никому лишнего, что я на Беломорканале…— Из писем жене Варваре Степановой
Вместе с руководством канала встречал пароход «Карл Маркс», на котором прибыла группа писателей во главе с Максимом Горьким отмечать окончание стройки. По словам Родченко, на Беломорканале он сделал более двух тысяч фотографий (ныне известны не более 30).
В декабре 1933 года разработал дизайн 12 номера иллюстрированного журнала «СССР на стройке», полностью оформив его своими снимками. Был художником и фотографом «монографии писателей» о Беломорканале, которая называлась «Беломорско-Балтийский канал имени Сталина».
Дизайнер фотоальбомов «15 лет Казахстана», «Первая конная», «Красная армия», «Советская авиация» и других (совместно с супругой В. Степановой). Продолжал занятия живописью в 1930—1940-е годы. Был членом жюри и художником-оформителем многих фотовыставок, входил в состав президиума фотосекции профессионального союза кинофотоработников, был членом МОСХа (Московская организация Союза художников СССР) с 1932 года. В 1936 участвовал в «Выставке мастеров советского фотоискусства». С 1928 года регулярно посылал свои работы на фотографические салоны в США, Францию, Испанию, Великобританию, Чехословакию и другие страны.
В 1938—1940 годах фотографировал артистов цирка, позже вернулся к живописи.
Похоронен вместе с женой на Новом Донском кладбище (4 уч.).

### Семья
- Жена — Варвара Степанова, художница
- Дочь — Варвара Родченко (1925−2019), художница.
- Внук — Александр Лаврентьев (р. 1954), советский и российский искусствовед, историк искусства, дизайнер-график, куратор.
- Правнучка — Екатерина Лаврентьева — художница, искусствовед, доцент МГХПА им. С. Г. Строганова[17][18]

## Наследие
Работы Родченко находятся в ГТГ, ГРМ, МЛК ГМИИ, ГММ, Московском доме фотографии, МоМА, Музее Людвига в Кёльне и других собраниях
В усилиях по сохранению и популяризации творческого наследия Родченко принимает участие его внук, Александр Николаевич Лаврентьев, который преподаёт дизайн и композицию во многих художественных учебных заведениях Москвы, в частности в Московской школе фотографии и мультимедиа имени А. Родченко и МГХПУ имени Строганова. Он является автором, редактором либо консультантом ряда научных трудов о своём деде.
В 2006 основана Московская Школа фотографии и мультимедиа им. А. Родченко.
В 2021 году был впервые полностью воссоздан «Рабочий клуб», создававшийся Родченко для Парижской выставки 1925 года — его оригинал, переданный после закрытия выставки руководству Коммунистической партии Франции, оказался впоследствии утрачен. Соответствующие работы проводились специалистами кафедры мебельного дизайна МГХПА имени Строганова, а также студентами этого вуза при финансовой и организационной поддержке Фонда Art Russe и президента Федерации шахмат России А. В. Филатова. Для обеспечения максимального приближения к оригиналу коллектив строгановцев использовал только те материалы, инструменты и технологии, которыми располагал в середине 1920-х годов сам Родченко. Кроме того, была поставлена задача не только создать музейный экспонат, но и вернуть «Рабочему клубу» его изначальное практическое назначение — как месту самообразования и культурного досуга.
По итогам работ «Рабочий клуб» был воссоздан в двух экземплярах. Один из них остался на строгановской кафедре, проводившей реставрацию, где используется преподавателями и студентами для занятий и отдыха. Другой был перевезён во Францию, где пополнил число экспонатов коллекции винного дома шато Ла-Грас-де-Приер в Сент-Эмильоне. Размещённый в здании, построенном французским архитектором Жаном Нувелем, он также используется по прямому назначению — для культурного досуга работников винодельческого хозяйства.

## Критика
В конце 1920-х — начале 1930-х годов превратился в мишень для борцов с «мелкобуржуазным эстетизмом», центром которого в фотографии считалась возглавляемая Родченко группа «Октябрь». Под давлением критики Родченко вынужден был в 1932 году оставить занятия фотографией. Вернулся к ней через два года, когда межгрупповая борьба и взаимная травля сошли на нет по причине ликвидации всех групп и провозглашения социалистического реализма единым методом советского искусства и литературы.

## Публикации
- Крупная безграмотность или мелкая гадость? Дата обращения: 10 апреля 2006., «Новый ЛЕФ», № 6, 1928 г.
- Предостережение. Дата обращения: 10 апреля 2006., «Новый ЛЕФ», № 11, 1928 г.

## Документальный фильм
- Лайнер И. «Конструктивисты. Опыты для будущего. Родченко». tvkultura.ru

## Память
- В 2016 году в Москве появилась улица Родченко.